# Sonic Advance 3
Sonic Advance 3 är ett 2004-Sidscrollandeplattformsspel utvecklad av Dimps och publicerad av Sega och THQ för Game Boy Advance. Det är en del av Sonic the Hedgehog-serien och uppföljaren till Sonic Advance 2. Spelet spelar karaktärerna Sonic, Tails, Amy, Knuckles och Cream när de försöker hålla doktor Eggman och hans robotassistent Gemerl från att bygga imperier på varje av sju bitar har Eggman delat in jorden.